# Huệ Thân vương

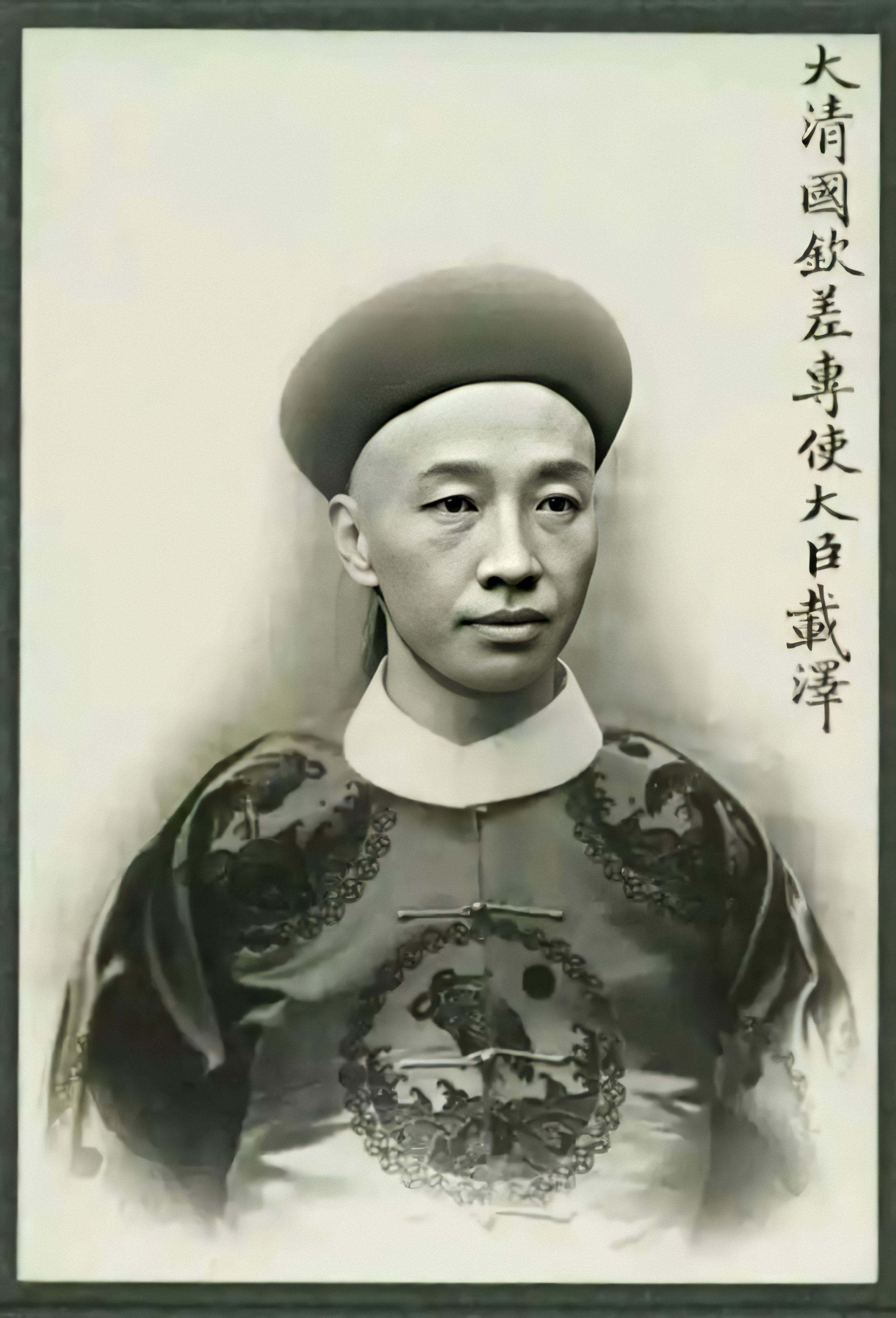
Chân dung Tái Trạch, con nuôi của Dịch Tuân, một Tông thất theo phái cải cách và lập hiến thời Vãn Thanh

Hòa Thạc Huệ Thân vương (chữ Hán: 和碩惠親王, tiếng Mãn: ᡥᠣᡧᠣᡳ 
ᡶᡠᠯᡝᡥᡠᠨ 
ᠴᡳᠨ ᠸᠠᠩ, Möllendorff: Hošoi fulehun cin wang), là tước vị Thân vương thế tập truyền đời nhà Thanh trong lịch sử Trung Quốc.

## Khái quát
Thủy tổ của Huệ vương phủ là Miên Du - Hoàng tử thứ năm của Gia Khánh Đế.
Năm Gia Khánh thứ 25 (1820), Miên Du được phong làm Huệ Quận vương. Năm Đạo Quang thứ 9 (1829) tấn phong Huệ Thân vương. Sau khi qua đời, Miên Du được truy thụy "Đoan".
Vì Huệ vương phủ không phải Thiết mạo tử vương nên các đời sau tập tước đều lần lượt bị hàng xuống một bậc. Tổng cộng truyền qua 3 thế hệ.

### Ý nghĩa phong hiệu
Phong hiệu ["Anh"] của Miên Du, Mãn ngữ là「fulehun」, nghĩa là "Ân huệ", "Ân điển".

### Chi hệ
Miên Du có tất cả sáu con trai, trong đó ba người con đầu đều chết yểu, vì vậy Huệ vương phủ chỉ còn lại ba chi hậu duệ. Trong ba chi hậu duệ, con trai thứ tư của Miên Du là Dịch Tuân do Trắc Phúc tấn Tạ Giai thị sinh ra, con trai thứ năm Dịch Tường do Kế Phúc tấn Qua Nhĩ Giai thị sinh ra, con trai thứ sáu Dịch Mô do Trắc Phúc tấn Dương Giai thị sinh ra, vì vậy Đại tông được truyền cho đích xuất duy nhất là Dịch Tường. Ngoài ra, Dịch Tuân và Dịch Mô đều có được tước vị Nhập bát phân, trở thành Tiểu tông. Vì vậy Huệ vương phủ có ba chi hậu duệ đều là Nhập bát phân, điểm này hết sức đặc thù.
Nhưng Dịch Tuân không có con trai, nhận hậu duệ của Du Khác Quận vương Dận Vu làm con thừa tự, chính là Tái Trạch nổi tiếng thời Vãn Thanh. Về phần một mạch Dịch Mô, cũng không có hậu duệ nam kế thừa, quá kế Tái Tể từ Đại tông sang kế thừa, kết quả vừa xuất kế 2 tháng Tái Tể liền qua đời, ngay sau đó lại phải từ Du vương phủ quá kế Phổ Cát làm người thừa tự. Vì vậy mặc dù ba chi hậu duệ của Huệ vương phủ đều là Nhập bát phân, nhưng hai trong ba chi đã do hậu duệ của Du vương phủ kế thừa.

### Địa vị
Trong ba chi hậu duệ của Gia Khánh, địa vị của Huệ vương phủ vốn không cao, nhưng vì nguyên nhân cả ba chi hậu duệ của Huệ vương phủ đều Nhập bát phân, địa vị thời Vãn Thanh xem như không tệ. Đặc biệt là Đôn vương phủ và Thụy vương phủ về sau đều do Biệt tông thừa kế, chân chính kế thừa huyết mạch của Gia Khánh chỉ có Huệ vương phủ mà thôi.

### Kỳ tịch
Sau khi Huệ vương phủ nhập kỳ, được phân tại Hữu dực Cận chi Tương Lam kỳ đệ nhất tộc, cùng tộc với Trực vương phủ (hậu duệ Dận Thì), Thận vương phủ (hậu duệ Dận Hi), Khánh vương phủ (hậu duệ Vĩnh Lân) và Cung vương phủ (hậu duệ Dịch Hân)

## Huệ Thân vương
1. Huệ Đoan Thân vương Miên Du
1814 - 1820 - 1865
2. Huệ Kính Quận vương (hàm Thân vương) Dịch Tường (奕詳)
1849 - 1865 - 1886
3. Bối lặc Tái Nhuận (載潤)
1878 - 1886 - 1963

### Dịch Tuân chi hệ
- 1856 - 1871: Phụng ân Trấn quốc công Dịch Tuân (奕詢), con trai thứ tư của Miên Du. Sơ phong Bất nhập bát phân Trấn quốc công, năm 1864 tấn phong Phụng ân Trấn quốc công. Vô tự.
- 1877 - 1929: Phụng ân Trấn quốc công (hàm Bối tử) Tái Trạch (載澤), con nuôi của Dịch Tuân. Sơ phong Phụng ân Phụ quốc công, năm 1894 tấn Phụng ân Trấn quốc công, năm 1908 gia hàm Bối tử.

### Dịch Tường chi hệ
- 1860 - 1864: Phụng ân Trấn quốc công Dịch Tường (奕詳), con trai thứ năm của Miên Du. Sơ phong Bất nhập bát phân Phụ quốc công, năm 1864 tiến Phụng ân Trấn quốc công, cùng năm tập tước Huệ Quận vương.

### Dịch Mô chi hệ
- 1860 - 1905: Bối tử (hàm Bối lặc) Dịch Mô (奕謨), con trai thứ sáu của Miên Du. Sơ phong Bất nhập bát phân Phụ quốc công, năm 1864 tiến Phụng ân Trấn quốc công, năm 1872 gia hàm Bối tử, năm 1884 tiến Bối tử, năm 1889 gia hàm Bối lặc.
- 1905 - 1926: Phụng ân Trấn quốc công Phổ Cát (溥佶), con trai nuôi của Tái Tể (载济) - con trai nuôi của Dịch Mô. Hàng tước xuống Phụng ân Trấn quốc công.
- 1927 - ?: Phụng ân Phụ quốc công Dục Tung (毓崧), con trai trưởng của Phổ Cát. Hàng tước xuống Phụng ân Phụ quốc công

#### Tái Đào chi hệ
- 1893 - 1902: Bất nhập bát phân Trấn quốc công Tái Đào (載濤), con trai thứ bảy của Dịch Hoàn, con trai nuôi của Dịch Mô. Năm 1893 thừa tự Dịch Mô, sơ phong Nhị đẳng Trấn quốc Tướng quân, năm 1894 tiến Bất nhập bát phân Trấn quốc công, năm 1898 gia hàm Bối tử, đổi thành thừa tự Dịch Hỗ.

### Tái Tể chi hệ
- 1886 - 1894: Tam đẳng Trấn quốc Tướng quân Tái Tể (载济), con trai thứ hai của Dịch Tường. Năm 1894 thừa tự Dịch Mô.

## Phả hệ Huệ Thân vương
- - Hoàng Đế
- - Du Quận vương
- - Huệ Thân vương
- - Dịch Tuân chi hệ
- - Dịch Mô chi hệ
- - Tái Tể chi hệ (Năm 1894 hợp nhất với Dịch Mô chi hệ)

|                                                                           |                                                                           | Quá kế                                                                    |                                                                           |                                                                           |                                                                           |  |  |                                                                |                                                                |                                                                |                                                                |                                                                |                                                                |  |  |                                                                          |                                                                          |                                                                          |                                                                          |                                                                          |                                                                          |  |  |                                                            |                                                            |                                                            |                                                            |                                                            |                                                            |  |  |  |  |  |  |  |  |  |  |  |  |  |  |  |  |  |  |  |  |  |  |  |  |  |  |
|                                                                           |                                                                           |                                                                           |                                                                           |                                                                           |                                                                           |  |  |                                                                |                                                                |                                                                |                                                                |                                                                |                                                                |  |  |                                                                          |                                                                          |                                                                          |                                                                          |                                                                          |                                                                          |  |  |                                                            |                                                            |                                                            |                                                            |                                                            |                                                            |  |  |  |  |  |  |  |  |  |  |  |  |  |  |  |  |  |  |  |  |  |  |  |  |  |  |
|                                                                           |                                                                           |                                                                           |                                                                           |                                                                           |                                                                           |  |  |                                                                |                                                                |                                                                |                                                                |                                                                |                                                                |  |  |                                                                          |                                                                          |                                                                          |                                                                          |                                                                          |                                                                          |  |  |                                                            |                                                            |                                                            |                                                            |                                                            |                                                            |  |  |  |  |  |  |  |  |  |  |  |  |  |  |  |  |  |  |  |  |  |  |  |  |  |  |
| Ung Chính Đế Dận Chân                                                     | Ung Chính Đế Dận Chân                                                     | Ung Chính Đế Dận Chân                                                     | Ung Chính Đế Dận Chân                                                     | Ung Chính Đế Dận Chân                                                     | Ung Chính Đế Dận Chân                                                     |  |  |                                                                |                                                                |                                                                |                                                                |                                                                |                                                                |  |  |                                                                          |                                                                          |                                                                          |                                                                          |                                                                          |                                                                          |  |  | Du Khác Quận vương Doãn Vu 1693 - 1731                     | Du Khác Quận vương Doãn Vu 1693 - 1731                     | Du Khác Quận vương Doãn Vu 1693 - 1731                     | Du Khác Quận vương Doãn Vu 1693 - 1731                     | Du Khác Quận vương Doãn Vu 1693 - 1731                     | Du Khác Quận vương Doãn Vu 1693 - 1731                     |  |  |  |  |  |  |  |  |  |  |  |  |  |  |  |  |  |  |  |  |  |  |  |  |  |  |
| Ung Chính Đế Dận Chân                                                     | Ung Chính Đế Dận Chân                                                     | Ung Chính Đế Dận Chân                                                     | Ung Chính Đế Dận Chân                                                     | Ung Chính Đế Dận Chân                                                     | Ung Chính Đế Dận Chân                                                     |  |  |                                                                |                                                                |                                                                |                                                                |                                                                |                                                                |  |  |                                                                          |                                                                          |                                                                          |                                                                          |                                                                          |                                                                          |  |  | Du Khác Quận vương Doãn Vu 1693 - 1731                     | Du Khác Quận vương Doãn Vu 1693 - 1731                     | Du Khác Quận vương Doãn Vu 1693 - 1731                     | Du Khác Quận vương Doãn Vu 1693 - 1731                     | Du Khác Quận vương Doãn Vu 1693 - 1731                     | Du Khác Quận vương Doãn Vu 1693 - 1731                     |  |  |  |  |  |  |  |  |  |  |  |  |  |  |  |  |  |  |  |  |  |  |  |  |  |  |
| Càn Long Đế Hoằng Lịch                                                    | Càn Long Đế Hoằng Lịch                                                    | Càn Long Đế Hoằng Lịch                                                    | Càn Long Đế Hoằng Lịch                                                    | Càn Long Đế Hoằng Lịch                                                    | Càn Long Đế Hoằng Lịch                                                    |  |  |                                                                |                                                                |                                                                |                                                                |                                                                |                                                                |  |  |                                                                          |                                                                          |                                                                          |                                                                          |                                                                          |                                                                          |  |  | Du Cung Quận vương Hoằng Khánh (弘慶) 1724 - 1769          | Du Cung Quận vương Hoằng Khánh (弘慶) 1724 - 1769          | Du Cung Quận vương Hoằng Khánh (弘慶) 1724 - 1769          | Du Cung Quận vương Hoằng Khánh (弘慶) 1724 - 1769          | Du Cung Quận vương Hoằng Khánh (弘慶) 1724 - 1769          | Du Cung Quận vương Hoằng Khánh (弘慶) 1724 - 1769          |  |  |  |  |  |  |  |  |  |  |  |  |  |  |  |  |  |  |  |  |  |  |  |  |  |  |
| Càn Long Đế Hoằng Lịch                                                    | Càn Long Đế Hoằng Lịch                                                    | Càn Long Đế Hoằng Lịch                                                    | Càn Long Đế Hoằng Lịch                                                    | Càn Long Đế Hoằng Lịch                                                    | Càn Long Đế Hoằng Lịch                                                    |  |  |                                                                |                                                                |                                                                |                                                                |                                                                |                                                                |  |  |                                                                          |                                                                          |                                                                          |                                                                          |                                                                          |                                                                          |  |  | Du Cung Quận vương Hoằng Khánh (弘慶) 1724 - 1769          | Du Cung Quận vương Hoằng Khánh (弘慶) 1724 - 1769          | Du Cung Quận vương Hoằng Khánh (弘慶) 1724 - 1769          | Du Cung Quận vương Hoằng Khánh (弘慶) 1724 - 1769          | Du Cung Quận vương Hoằng Khánh (弘慶) 1724 - 1769          | Du Cung Quận vương Hoằng Khánh (弘慶) 1724 - 1769          |  |  |  |  |  |  |  |  |  |  |  |  |  |  |  |  |  |  |  |  |  |  |  |  |  |  |
| Gia Khánh Đế Vĩnh Diễm                                                    | Gia Khánh Đế Vĩnh Diễm                                                    | Gia Khánh Đế Vĩnh Diễm                                                    | Gia Khánh Đế Vĩnh Diễm                                                    | Gia Khánh Đế Vĩnh Diễm                                                    | Gia Khánh Đế Vĩnh Diễm                                                    |  |  |                                                                |                                                                |                                                                |                                                                |                                                                |                                                                |  |  |                                                                          |                                                                          |                                                                          |                                                                          |                                                                          |                                                                          |  |  | Bối lặc Vĩnh Tiến (永珔) 1766 - 1820                       | Bối lặc Vĩnh Tiến (永珔) 1766 - 1820                       | Bối lặc Vĩnh Tiến (永珔) 1766 - 1820                       | Bối lặc Vĩnh Tiến (永珔) 1766 - 1820                       | Bối lặc Vĩnh Tiến (永珔) 1766 - 1820                       | Bối lặc Vĩnh Tiến (永珔) 1766 - 1820                       |  |  |  |  |  |  |  |  |  |  |  |  |  |  |  |  |  |  |  |  |  |  |  |  |  |  |
| Gia Khánh Đế Vĩnh Diễm                                                    | Gia Khánh Đế Vĩnh Diễm                                                    | Gia Khánh Đế Vĩnh Diễm                                                    | Gia Khánh Đế Vĩnh Diễm                                                    | Gia Khánh Đế Vĩnh Diễm                                                    | Gia Khánh Đế Vĩnh Diễm                                                    |  |  |                                                                |                                                                |                                                                |                                                                |                                                                |                                                                |  |  |                                                                          |                                                                          |                                                                          |                                                                          |                                                                          |                                                                          |  |  | Bối lặc Vĩnh Tiến (永珔) 1766 - 1820                       | Bối lặc Vĩnh Tiến (永珔) 1766 - 1820                       | Bối lặc Vĩnh Tiến (永珔) 1766 - 1820                       | Bối lặc Vĩnh Tiến (永珔) 1766 - 1820                       | Bối lặc Vĩnh Tiến (永珔) 1766 - 1820                       | Bối lặc Vĩnh Tiến (永珔) 1766 - 1820                       |  |  |  |  |  |  |  |  |  |  |  |  |  |  |  |  |  |  |  |  |  |  |  |  |  |  |
| Huệ Đoan Thân vương Miên Du 1814 - 1820 - 1865                            | Huệ Đoan Thân vương Miên Du 1814 - 1820 - 1865                            | Huệ Đoan Thân vương Miên Du 1814 - 1820 - 1865                            | Huệ Đoan Thân vương Miên Du 1814 - 1820 - 1865                            | Huệ Đoan Thân vương Miên Du 1814 - 1820 - 1865                            | Huệ Đoan Thân vương Miên Du 1814 - 1820 - 1865                            |  |  |                                                                |                                                                |                                                                |                                                                |                                                                |                                                                |  |  |                                                                          |                                                                          |                                                                          |                                                                          |                                                                          |                                                                          |  |  | Bối tử Miên Tụ (綿岫) 1782 - 1850                          | Bối tử Miên Tụ (綿岫) 1782 - 1850                          | Bối tử Miên Tụ (綿岫) 1782 - 1850                          | Bối tử Miên Tụ (綿岫) 1782 - 1850                          | Bối tử Miên Tụ (綿岫) 1782 - 1850                          | Bối tử Miên Tụ (綿岫) 1782 - 1850                          |  |  |  |  |  |  |  |  |  |  |  |  |  |  |  |  |  |  |  |  |  |  |  |  |  |  |
| Huệ Đoan Thân vương Miên Du 1814 - 1820 - 1865                            | Huệ Đoan Thân vương Miên Du 1814 - 1820 - 1865                            | Huệ Đoan Thân vương Miên Du 1814 - 1820 - 1865                            | Huệ Đoan Thân vương Miên Du 1814 - 1820 - 1865                            | Huệ Đoan Thân vương Miên Du 1814 - 1820 - 1865                            | Huệ Đoan Thân vương Miên Du 1814 - 1820 - 1865                            |  |  |                                                                |                                                                |                                                                |                                                                |                                                                |                                                                |  |  |                                                                          |                                                                          |                                                                          |                                                                          |                                                                          |                                                                          |  |  | Bối tử Miên Tụ (綿岫) 1782 - 1850                          | Bối tử Miên Tụ (綿岫) 1782 - 1850                          | Bối tử Miên Tụ (綿岫) 1782 - 1850                          | Bối tử Miên Tụ (綿岫) 1782 - 1850                          | Bối tử Miên Tụ (綿岫) 1782 - 1850                          | Bối tử Miên Tụ (綿岫) 1782 - 1850                          |  |  |  |  |  |  |  |  |  |  |  |  |  |  |  |  |  |  |  |  |  |  |  |  |  |  |
|                                                                           |                                                                           |                                                                           |                                                                           |                                                                           |                                                                           |  |  |                                                                |                                                                |                                                                |                                                                |                                                                |                                                                |  |  |                                                                          |                                                                          |                                                                          |                                                                          |                                                                          |                                                                          |  |  |                                                            |                                                            |                                                            |                                                            |                                                            |                                                            |  |  |  |  |  |  |  |  |  |  |  |  |  |  |  |  |  |  |  |  |  |  |  |  |  |  |
| Huệ Kính Quận vương (hàm Thân vương) Dịch Tường (奕詳) 1849 - 1865 - 1886 | Huệ Kính Quận vương (hàm Thân vương) Dịch Tường (奕詳) 1849 - 1865 - 1886 | Huệ Kính Quận vương (hàm Thân vương) Dịch Tường (奕詳) 1849 - 1865 - 1886 | Huệ Kính Quận vương (hàm Thân vương) Dịch Tường (奕詳) 1849 - 1865 - 1886 | Huệ Kính Quận vương (hàm Thân vương) Dịch Tường (奕詳) 1849 - 1865 - 1886 | Huệ Kính Quận vương (hàm Thân vương) Dịch Tường (奕詳) 1849 - 1865 - 1886 |  |  | Bối tử (hàm Bối lặc) Dịch Mô (奕謨) 1850 - 1860 - 1905         | Bối tử (hàm Bối lặc) Dịch Mô (奕謨) 1850 - 1860 - 1905         | Bối tử (hàm Bối lặc) Dịch Mô (奕謨) 1850 - 1860 - 1905         | Bối tử (hàm Bối lặc) Dịch Mô (奕謨) 1850 - 1860 - 1905         | Bối tử (hàm Bối lặc) Dịch Mô (奕謨) 1850 - 1860 - 1905         | Bối tử (hàm Bối lặc) Dịch Mô (奕謨) 1850 - 1860 - 1905         |  |  | Phụng ân Trấn quốc công Dịch Tuân (奕詢) 1849 - 1856 - 1871              | Phụng ân Trấn quốc công Dịch Tuân (奕詢) 1849 - 1856 - 1871              | Phụng ân Trấn quốc công Dịch Tuân (奕詢) 1849 - 1856 - 1871              | Phụng ân Trấn quốc công Dịch Tuân (奕詢) 1849 - 1856 - 1871              | Phụng ân Trấn quốc công Dịch Tuân (奕詢) 1849 - 1856 - 1871              | Phụng ân Trấn quốc công Dịch Tuân (奕詢) 1849 - 1856 - 1871              |  |  | Nhị đẳng Phụ quốc Tướng quân Dịch Tranh (奕棖) 1814 - 1877 | Nhị đẳng Phụ quốc Tướng quân Dịch Tranh (奕棖) 1814 - 1877 | Nhị đẳng Phụ quốc Tướng quân Dịch Tranh (奕棖) 1814 - 1877 | Nhị đẳng Phụ quốc Tướng quân Dịch Tranh (奕棖) 1814 - 1877 | Nhị đẳng Phụ quốc Tướng quân Dịch Tranh (奕棖) 1814 - 1877 | Nhị đẳng Phụ quốc Tướng quân Dịch Tranh (奕棖) 1814 - 1877 |  |  |  |  |  |  |  |  |  |  |  |  |  |  |  |  |  |  |  |  |  |  |  |  |  |  |
| Huệ Kính Quận vương (hàm Thân vương) Dịch Tường (奕詳) 1849 - 1865 - 1886 | Huệ Kính Quận vương (hàm Thân vương) Dịch Tường (奕詳) 1849 - 1865 - 1886 | Huệ Kính Quận vương (hàm Thân vương) Dịch Tường (奕詳) 1849 - 1865 - 1886 | Huệ Kính Quận vương (hàm Thân vương) Dịch Tường (奕詳) 1849 - 1865 - 1886 | Huệ Kính Quận vương (hàm Thân vương) Dịch Tường (奕詳) 1849 - 1865 - 1886 | Huệ Kính Quận vương (hàm Thân vương) Dịch Tường (奕詳) 1849 - 1865 - 1886 |  |  | Bối tử (hàm Bối lặc) Dịch Mô (奕謨) 1850 - 1860 - 1905         | Bối tử (hàm Bối lặc) Dịch Mô (奕謨) 1850 - 1860 - 1905         | Bối tử (hàm Bối lặc) Dịch Mô (奕謨) 1850 - 1860 - 1905         | Bối tử (hàm Bối lặc) Dịch Mô (奕謨) 1850 - 1860 - 1905         | Bối tử (hàm Bối lặc) Dịch Mô (奕謨) 1850 - 1860 - 1905         | Bối tử (hàm Bối lặc) Dịch Mô (奕謨) 1850 - 1860 - 1905         |  |  | Phụng ân Trấn quốc công Dịch Tuân (奕詢) 1849 - 1856 - 1871              | Phụng ân Trấn quốc công Dịch Tuân (奕詢) 1849 - 1856 - 1871              | Phụng ân Trấn quốc công Dịch Tuân (奕詢) 1849 - 1856 - 1871              | Phụng ân Trấn quốc công Dịch Tuân (奕詢) 1849 - 1856 - 1871              | Phụng ân Trấn quốc công Dịch Tuân (奕詢) 1849 - 1856 - 1871              | Phụng ân Trấn quốc công Dịch Tuân (奕詢) 1849 - 1856 - 1871              |  |  | Nhị đẳng Phụ quốc Tướng quân Dịch Tranh (奕棖) 1814 - 1877 | Nhị đẳng Phụ quốc Tướng quân Dịch Tranh (奕棖) 1814 - 1877 | Nhị đẳng Phụ quốc Tướng quân Dịch Tranh (奕棖) 1814 - 1877 | Nhị đẳng Phụ quốc Tướng quân Dịch Tranh (奕棖) 1814 - 1877 | Nhị đẳng Phụ quốc Tướng quân Dịch Tranh (奕棖) 1814 - 1877 | Nhị đẳng Phụ quốc Tướng quân Dịch Tranh (奕棖) 1814 - 1877 |  |  |  |  |  |  |  |  |  |  |  |  |  |  |  |  |  |  |  |  |  |  |  |  |  |  |
|                                                                           |                                                                           |                                                                           |                                                                           |                                                                           |                                                                           |  |  |                                                                |                                                                |                                                                |                                                                |                                                                |                                                                |  |  |                                                                          |                                                                          |                                                                          |                                                                          |                                                                          |                                                                          |  |  |                                                            |                                                            |                                                            |                                                            |                                                            |                                                            |  |  |  |  |  |  |  |  |  |  |  |  |  |  |  |  |  |  |  |  |  |  |  |  |  |  |
| Bối lặc Tái Nhuận (載潤) 1878 - 1886 - 1963                               | Bối lặc Tái Nhuận (載潤) 1878 - 1886 - 1963                               | Bối lặc Tái Nhuận (載潤) 1878 - 1886 - 1963                               | Bối lặc Tái Nhuận (載潤) 1878 - 1886 - 1963                               | Bối lặc Tái Nhuận (載潤) 1878 - 1886 - 1963                               | Bối lặc Tái Nhuận (載潤) 1878 - 1886 - 1963                               |  |  | Tam đẳng Trấn quốc Tướng quân Tái Tể (載濟) 1880 - 1886 - 1894 | Tam đẳng Trấn quốc Tướng quân Tái Tể (載濟) 1880 - 1886 - 1894 | Tam đẳng Trấn quốc Tướng quân Tái Tể (載濟) 1880 - 1886 - 1894 | Tam đẳng Trấn quốc Tướng quân Tái Tể (載濟) 1880 - 1886 - 1894 | Tam đẳng Trấn quốc Tướng quân Tái Tể (載濟) 1880 - 1886 - 1894 | Tam đẳng Trấn quốc Tướng quân Tái Tể (載濟) 1880 - 1886 - 1894 |  |  | Phụng ân Trấn quốc công (hàm Bối tử) Tái Trạch (載澤) 1868 - 1877 - 1930 | Phụng ân Trấn quốc công (hàm Bối tử) Tái Trạch (載澤) 1868 - 1877 - 1930 | Phụng ân Trấn quốc công (hàm Bối tử) Tái Trạch (載澤) 1868 - 1877 - 1930 | Phụng ân Trấn quốc công (hàm Bối tử) Tái Trạch (載澤) 1868 - 1877 - 1930 | Phụng ân Trấn quốc công (hàm Bối tử) Tái Trạch (載澤) 1868 - 1877 - 1930 | Phụng ân Trấn quốc công (hàm Bối tử) Tái Trạch (載澤) 1868 - 1877 - 1930 |  |  | Phụng quốc Tướng quân Tái Quang (載光) 1856 - ?            | Phụng quốc Tướng quân Tái Quang (載光) 1856 - ?            | Phụng quốc Tướng quân Tái Quang (載光) 1856 - ?            | Phụng quốc Tướng quân Tái Quang (載光) 1856 - ?            | Phụng quốc Tướng quân Tái Quang (載光) 1856 - ?            | Phụng quốc Tướng quân Tái Quang (載光) 1856 - ?            |  |  |  |  |  |  |  |  |  |  |  |  |  |  |  |  |  |  |  |  |  |  |  |  |  |  |
| Bối lặc Tái Nhuận (載潤) 1878 - 1886 - 1963                               | Bối lặc Tái Nhuận (載潤) 1878 - 1886 - 1963                               | Bối lặc Tái Nhuận (載潤) 1878 - 1886 - 1963                               | Bối lặc Tái Nhuận (載潤) 1878 - 1886 - 1963                               | Bối lặc Tái Nhuận (載潤) 1878 - 1886 - 1963                               | Bối lặc Tái Nhuận (載潤) 1878 - 1886 - 1963                               |  |  | Tam đẳng Trấn quốc Tướng quân Tái Tể (載濟) 1880 - 1886 - 1894 | Tam đẳng Trấn quốc Tướng quân Tái Tể (載濟) 1880 - 1886 - 1894 | Tam đẳng Trấn quốc Tướng quân Tái Tể (載濟) 1880 - 1886 - 1894 | Tam đẳng Trấn quốc Tướng quân Tái Tể (載濟) 1880 - 1886 - 1894 | Tam đẳng Trấn quốc Tướng quân Tái Tể (載濟) 1880 - 1886 - 1894 | Tam đẳng Trấn quốc Tướng quân Tái Tể (載濟) 1880 - 1886 - 1894 |  |  | Phụng ân Trấn quốc công (hàm Bối tử) Tái Trạch (載澤) 1868 - 1877 - 1930 | Phụng ân Trấn quốc công (hàm Bối tử) Tái Trạch (載澤) 1868 - 1877 - 1930 | Phụng ân Trấn quốc công (hàm Bối tử) Tái Trạch (載澤) 1868 - 1877 - 1930 | Phụng ân Trấn quốc công (hàm Bối tử) Tái Trạch (載澤) 1868 - 1877 - 1930 | Phụng ân Trấn quốc công (hàm Bối tử) Tái Trạch (載澤) 1868 - 1877 - 1930 | Phụng ân Trấn quốc công (hàm Bối tử) Tái Trạch (載澤) 1868 - 1877 - 1930 |  |  | Phụng quốc Tướng quân Tái Quang (載光) 1856 - ?            | Phụng quốc Tướng quân Tái Quang (載光) 1856 - ?            | Phụng quốc Tướng quân Tái Quang (載光) 1856 - ?            | Phụng quốc Tướng quân Tái Quang (載光) 1856 - ?            | Phụng quốc Tướng quân Tái Quang (載光) 1856 - ?            | Phụng quốc Tướng quân Tái Quang (載光) 1856 - ?            |  |  |  |  |  |  |  |  |  |  |  |  |  |  |  |  |  |  |  |  |  |  |  |  |  |  |
|                                                                           |                                                                           |                                                                           |                                                                           |                                                                           |                                                                           |  |  |                                                                |                                                                |                                                                |                                                                |                                                                |                                                                |  |  |                                                                          |                                                                          |                                                                          |                                                                          |                                                                          |                                                                          |  |  |                                                            |                                                            |                                                            |                                                            |                                                            |                                                            |  |  |  |  |  |  |  |  |  |  |  |  |  |  |  |  |  |  |  |  |  |  |  |  |  |  |
| Phổ Hữu (溥佑) 1909 - ?                                                   | Phổ Hữu (溥佑) 1909 - ?                                                   | Phổ Hữu (溥佑) 1909 - ?                                                   | Phổ Hữu (溥佑) 1909 - ?                                                   | Phổ Hữu (溥佑) 1909 - ?                                                   | Phổ Hữu (溥佑) 1909 - ?                                                   |  |  | Phụng ân Trấn quốc công Phổ Cát (溥佶) 1888 - 1905 - 1926      | Phụng ân Trấn quốc công Phổ Cát (溥佶) 1888 - 1905 - 1926      | Phụng ân Trấn quốc công Phổ Cát (溥佶) 1888 - 1905 - 1926      | Phụng ân Trấn quốc công Phổ Cát (溥佶) 1888 - 1905 - 1926      | Phụng ân Trấn quốc công Phổ Cát (溥佶) 1888 - 1905 - 1926      | Phụng ân Trấn quốc công Phổ Cát (溥佶) 1888 - 1905 - 1926      |  |  |                                                                          |                                                                          |                                                                          |                                                                          |                                                                          |                                                                          |  |  |                                                            |                                                            |                                                            |                                                            |                                                            |                                                            |  |  |  |  |  |  |  |  |  |  |  |  |  |  |  |  |  |  |  |  |  |  |  |  |  |  |
| Phổ Hữu (溥佑) 1909 - ?                                                   | Phổ Hữu (溥佑) 1909 - ?                                                   | Phổ Hữu (溥佑) 1909 - ?                                                   | Phổ Hữu (溥佑) 1909 - ?                                                   | Phổ Hữu (溥佑) 1909 - ?                                                   | Phổ Hữu (溥佑) 1909 - ?                                                   |  |  | Phụng ân Trấn quốc công Phổ Cát (溥佶) 1888 - 1905 - 1926      | Phụng ân Trấn quốc công Phổ Cát (溥佶) 1888 - 1905 - 1926      | Phụng ân Trấn quốc công Phổ Cát (溥佶) 1888 - 1905 - 1926      | Phụng ân Trấn quốc công Phổ Cát (溥佶) 1888 - 1905 - 1926      | Phụng ân Trấn quốc công Phổ Cát (溥佶) 1888 - 1905 - 1926      | Phụng ân Trấn quốc công Phổ Cát (溥佶) 1888 - 1905 - 1926      |  |  |                                                                          |                                                                          |                                                                          |                                                                          |                                                                          |                                                                          |  |  |                                                            |                                                            |                                                            |                                                            |                                                            |                                                            |  |  |  |  |  |  |  |  |  |  |  |  |  |  |  |  |  |  |  |  |  |  |  |  |  |  |
| Dục Hoàn (毓峘) 1936 - ?                                                  | Dục Hoàn (毓峘) 1936 - ?                                                  | Dục Hoàn (毓峘) 1936 - ?                                                  | Dục Hoàn (毓峘) 1936 - ?                                                  | Dục Hoàn (毓峘) 1936 - ?                                                  | Dục Hoàn (毓峘) 1936 - ?                                                  |  |  | Phụng ân Phụ quốc công Dục Tung (毓崧) 1909 - 1927 - ?         | Phụng ân Phụ quốc công Dục Tung (毓崧) 1909 - 1927 - ?         | Phụng ân Phụ quốc công Dục Tung (毓崧) 1909 - 1927 - ?         | Phụng ân Phụ quốc công Dục Tung (毓崧) 1909 - 1927 - ?         | Phụng ân Phụ quốc công Dục Tung (毓崧) 1909 - 1927 - ?         | Phụng ân Phụ quốc công Dục Tung (毓崧) 1909 - 1927 - ?         |  |  |                                                                          |                                                                          |                                                                          |                                                                          |                                                                          |                                                                          |  |  |                                                            |                                                            |                                                            |                                                            |                                                            |                                                            |  |  |  |  |  |  |  |  |  |  |  |  |  |  |  |  |  |  |  |  |  |  |  |  |  |  |
| Dục Hoàn (毓峘) 1936 - ?                                                  | Dục Hoàn (毓峘) 1936 - ?                                                  | Dục Hoàn (毓峘) 1936 - ?                                                  | Dục Hoàn (毓峘) 1936 - ?                                                  | Dục Hoàn (毓峘) 1936 - ?                                                  | Dục Hoàn (毓峘) 1936 - ?                                                  |  |  | Phụng ân Phụ quốc công Dục Tung (毓崧) 1909 - 1927 - ?         | Phụng ân Phụ quốc công Dục Tung (毓崧) 1909 - 1927 - ?         | Phụng ân Phụ quốc công Dục Tung (毓崧) 1909 - 1927 - ?         | Phụng ân Phụ quốc công Dục Tung (毓崧) 1909 - 1927 - ?         | Phụng ân Phụ quốc công Dục Tung (毓崧) 1909 - 1927 - ?         | Phụng ân Phụ quốc công Dục Tung (毓崧) 1909 - 1927 - ?         |  |  |                                                                          |                                                                          |                                                                          |                                                                          |                                                                          |                                                                          |  |  |                                                            |                                                            |                                                            |                                                            |                                                            |                                                            |  |  |  |  |  |  |  |  |  |  |  |  |  |  |  |  |  |  |  |  |  |  |  |  |  |  |
|                                                                           |                                                                           |                                                                           |                                                                           |                                                                           |                                                                           |  |  | Hằng Xu (恆樞) 1936 - ?                                        |                                                                |                                                                |                                                                |                                                                |                                                                |  |  |                                                                          |                                                                          |                                                                          |                                                                          |                                                                          |                                                                          |  |  |                                                            |                                                            |                                                            |                                                            |                                                            |                                                            |  |  |  |  |  |  |  |  |  |  |  |  |  |  |  |  |  |  |  |  |  |  |  |  |  |  |